# Georg Coates
Georg Coates (* 15. Dezember 1853 in Luckenwalde; † 19. Oktober 1924 in Berlin) war ein deutscher Diplomat.

## Leben
Georg Coates Vater war ein englischer Fabrikbesitzer.  Als Jurastudent ab 1875 war er Angehöriger des Corps Palatia Bonn.
In Japan lebte Coates erstmals 1886/7 und dann erneut 1899–1902. Während des zweiten Aufenthalts fungierte er als Generalkonsul in Nagasaki.
Er war der erste Gesandte von Wilhelm II. bei Menelik II. in Addis Abeba. Coates war Mitglied der Mission von Friedrich Rosen. Coates hatte seine diplomatischen Erfahrungen an den Gesandtschaften des Deutschen Reichs in Japan, Hongkong und Siam gewonnen. Georg Coates, war von der äthiopischen Kultur begeistert und berichtete über die Sitten und Gebräuche im Palast von Meneliks II. in einem Buch.